# Jaume Perich i Escala

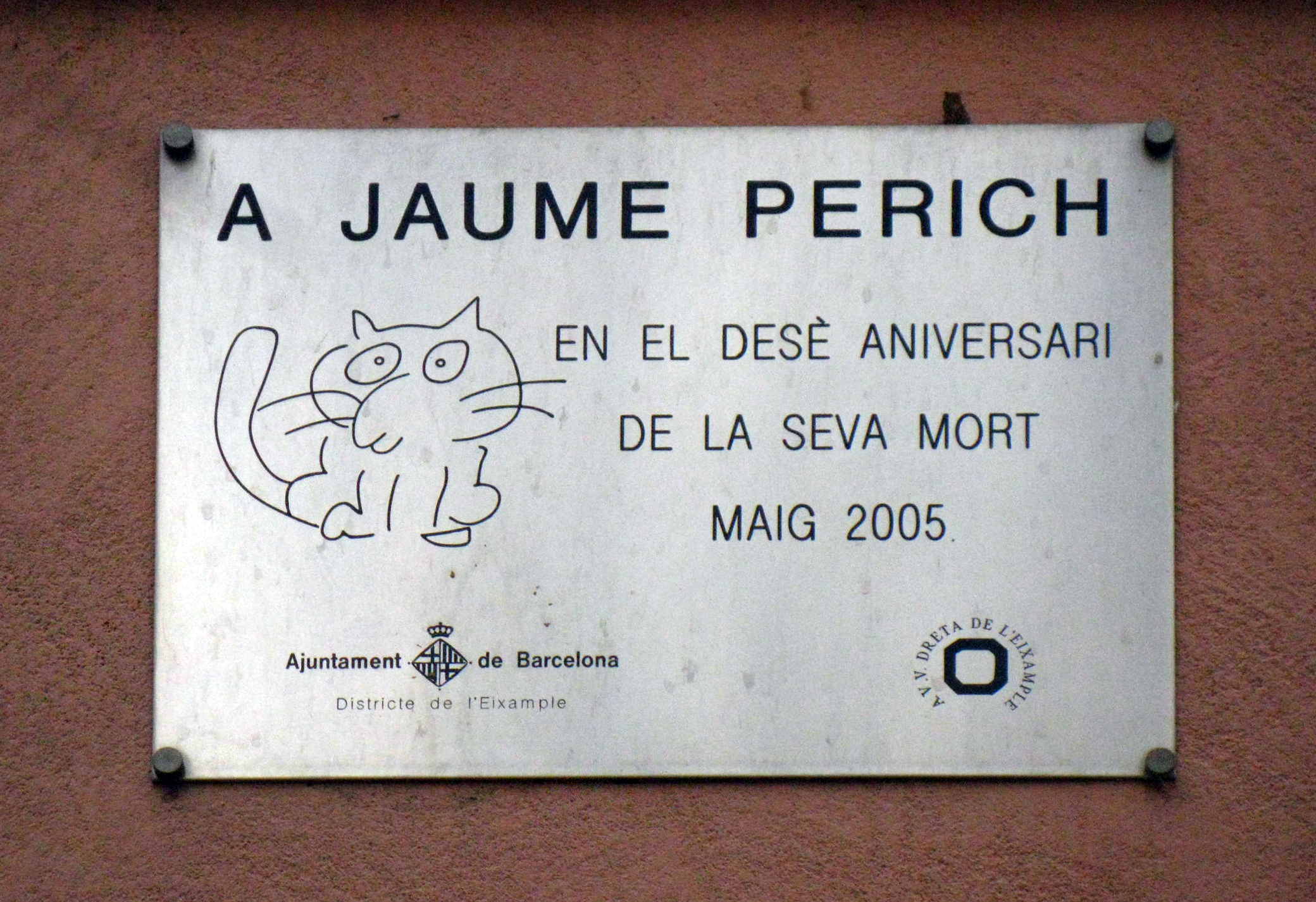
El cèlebre Gat de Perich a la placa commemorativa amb motiu del desè aniversari de la seva mort (jardins de Jaume Perich, Barcelona)

Jaume Perich i Escala (Barcelona, 5 de novembre de 1941 - Mataró, 1 de febrer de 1995) fou un humorista gràfic i escriptor català. Va ser el traductor a Espanya de sèries franceses com Astèrix el Gal, Blueberry, Aquil·les Taló… El 1964 va entrar com a redactor de la desapareguda Editorial Bruguera, però aviat despuntà com a humorista gràfic amb una personalitat pròpia a la premsa barcelonina. El 1966 va publicar el seu primer còmic en premsa, en diaris com Solidaridad Nacional, El Correo Catalán, La Vanguardia, Tele/eXpres, Diari de Barcelona i El Periódico de Catalunya.
Assolí gran popularitat a la transició amb el seu llibre Autopista, paròdia del Camino de José María Escrivá de Balaguer, on recopila aforismes, frases curtes i jocs de paraules més o menys polítiques aparegudes als periòdics i es va convertir en el llibre més venut de l'any. Després va publicar uns altres 20 llibres de característiques semblants, destacant entre ells els de la sèrie "Noticias del 5º Canal". Va ser membre fundador de la cèlebre revista Hermano Lobo, posteriorment va crear i va codirigir juntament amb Manuel Vázquez Montalbán la revista política Por Favor, una de les revistes d'humor gràfic més importants de la transició. També va publicar els seus treballs en Muchas Gracias, Nacional Show, Titanic, Histeria semanal, Muy señor mío, Cuadernos de Humor, TBO, Jano, Fotogramas, Interviú i, finalment, en la revista satírica El Jueves.
Va participar en nombroses exposicions col·lectives d'humor a França, Itàlia, Portugal Bèlgica, Alemanya i la majoria de països Llatinoamericans. Fou guardonat amb el premi de Sátira Política Forte di Marmi i amb el premi Ciutat de Barcelona.
Va casar-se amb Anna Berini, amb la qual va tenir una filla, Raquel. Al llarg de la seva vida, i tal com es va reflectir en la seva obra, va sentir una especial inclinació i va viure envoltat de gats (Mao, Dixi, Fritz, Nina, Whisky, Olívia), que van arribar a conformar una "família felina" complementària de la seva "família humana".
Va morir el 3 de febrer de 1995 a Mataró, als 53 anys, víctima d'una hemorràgia intestinal.
En honor seu s'atorga el Premi internacional d'Humor Gat Perich que reconeix els autors més destacats en el camp de l'humor.
El 2015, al 33è Saló del Còmic de Barcelona es va fer una exposició monogràfica dedicada a l'humorista català Jaume Perich: humor sense concessions i es va publicar el llibre Perich sense caducitat,a càrrec de la seva filla Raquel i el dibuixant Kap, en el que gairebé mig centenar de destacades figures de la cultura i la política reivindicaven l'actualitat de la seva obra.
L'any 2020, coincidint amb els 25 anys de la seva mort, s'ha plantejat un modest "Any Perich", amb activitats diverses per reivindicar la seva obra. El març s'inaugura "Perich amb ulls de gat", una gran exposició al Born CCM el recorda mostrant per primera vegada al públic alguna documentació personal i professional que es preserva a l'Arxiu Històric de la Ciutat de Barcelona. L'exposició està comissariada pel també dibuixant d'humor Kap, qui el mateix any s'ha encarregat de l'edició d'unes memòries inèdites escrites i dibuixades per Perich rememorant els seus anys d'estudiant en l'espanya franquista, en un llibre titulat Un abric verd penicil·lina.

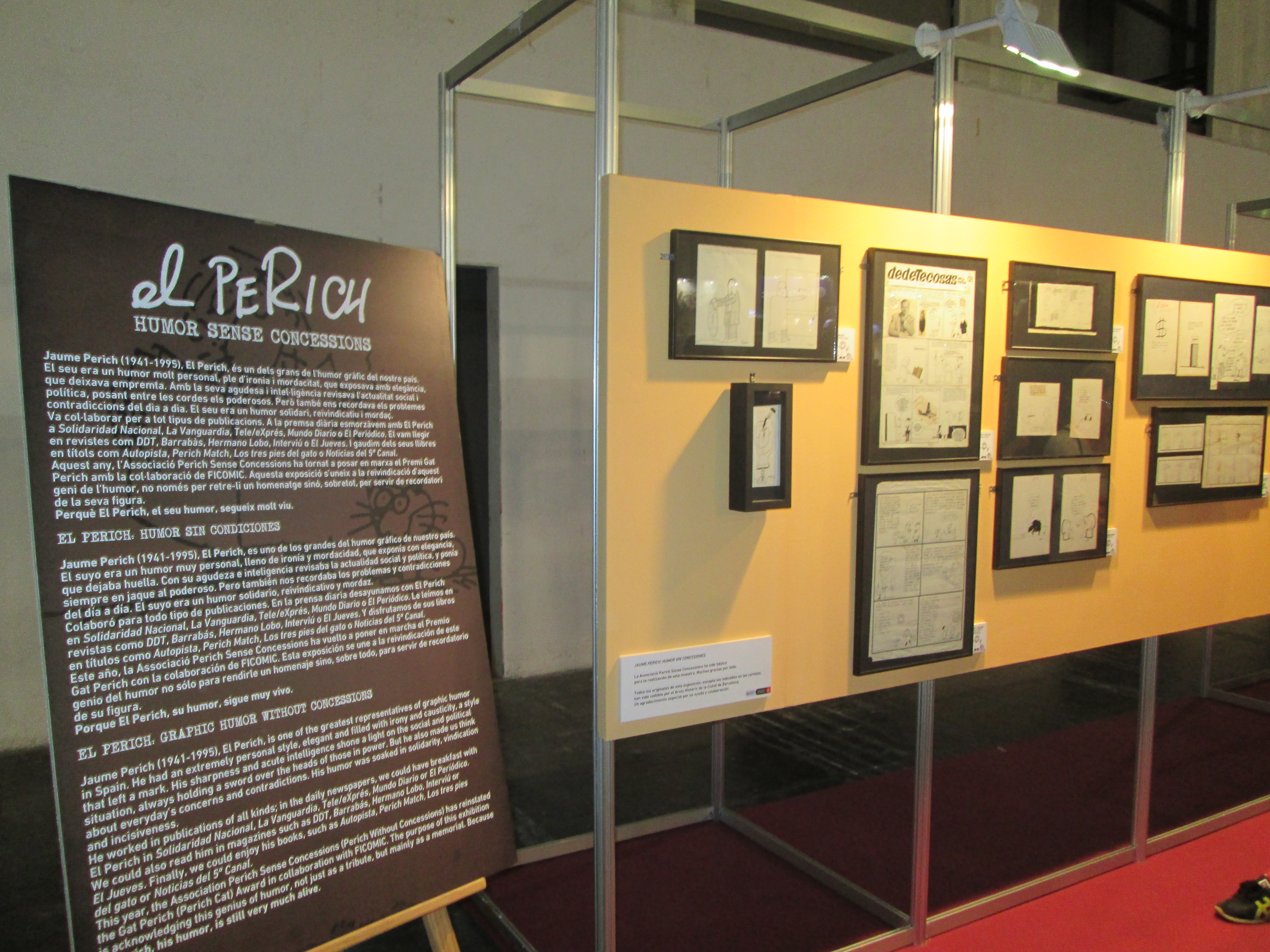
Exposició monogràfica dedicada a l'humorista català Jaume Perich.

## Bibliografia

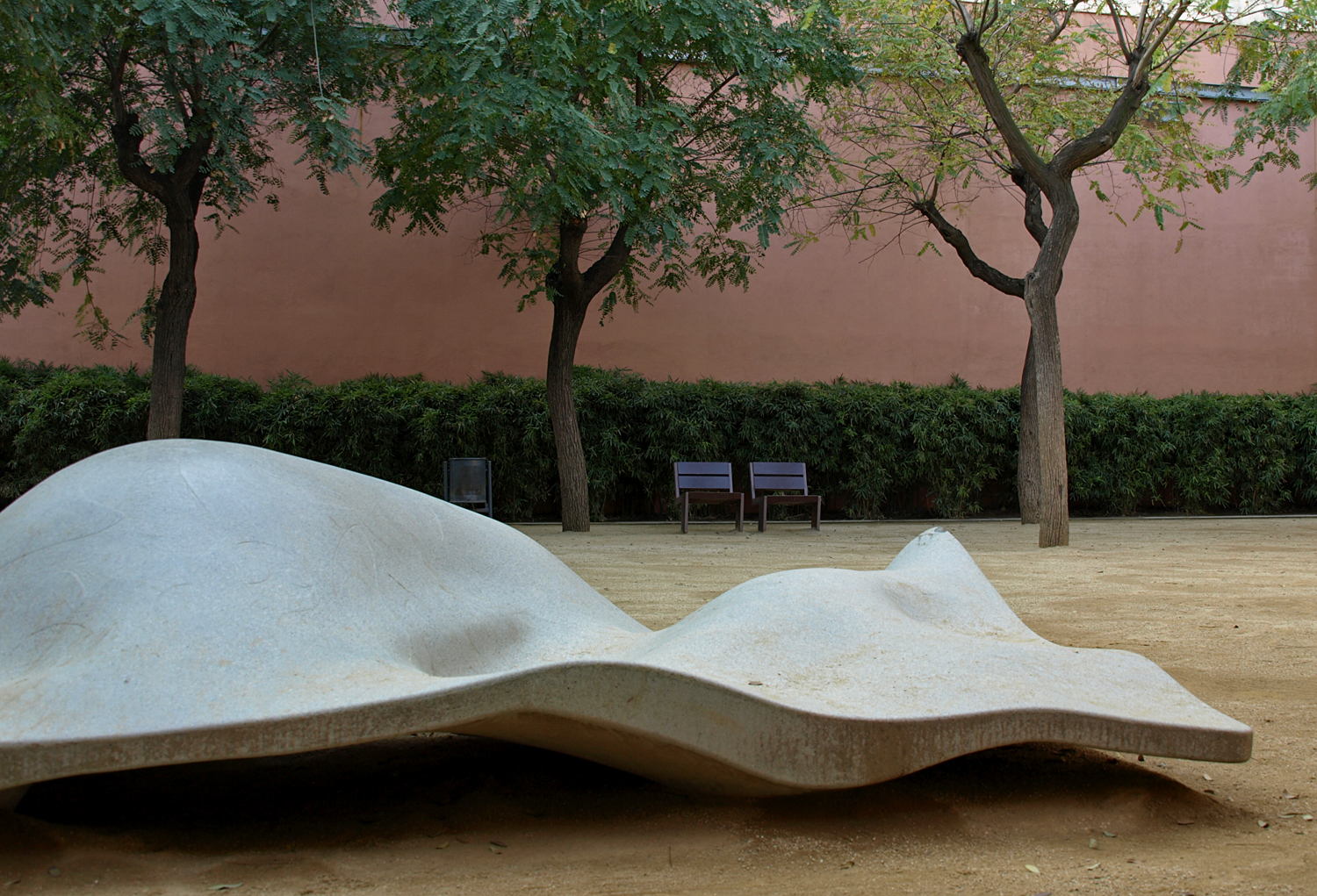
Jardins a Barcelona anomenats en honor seu.

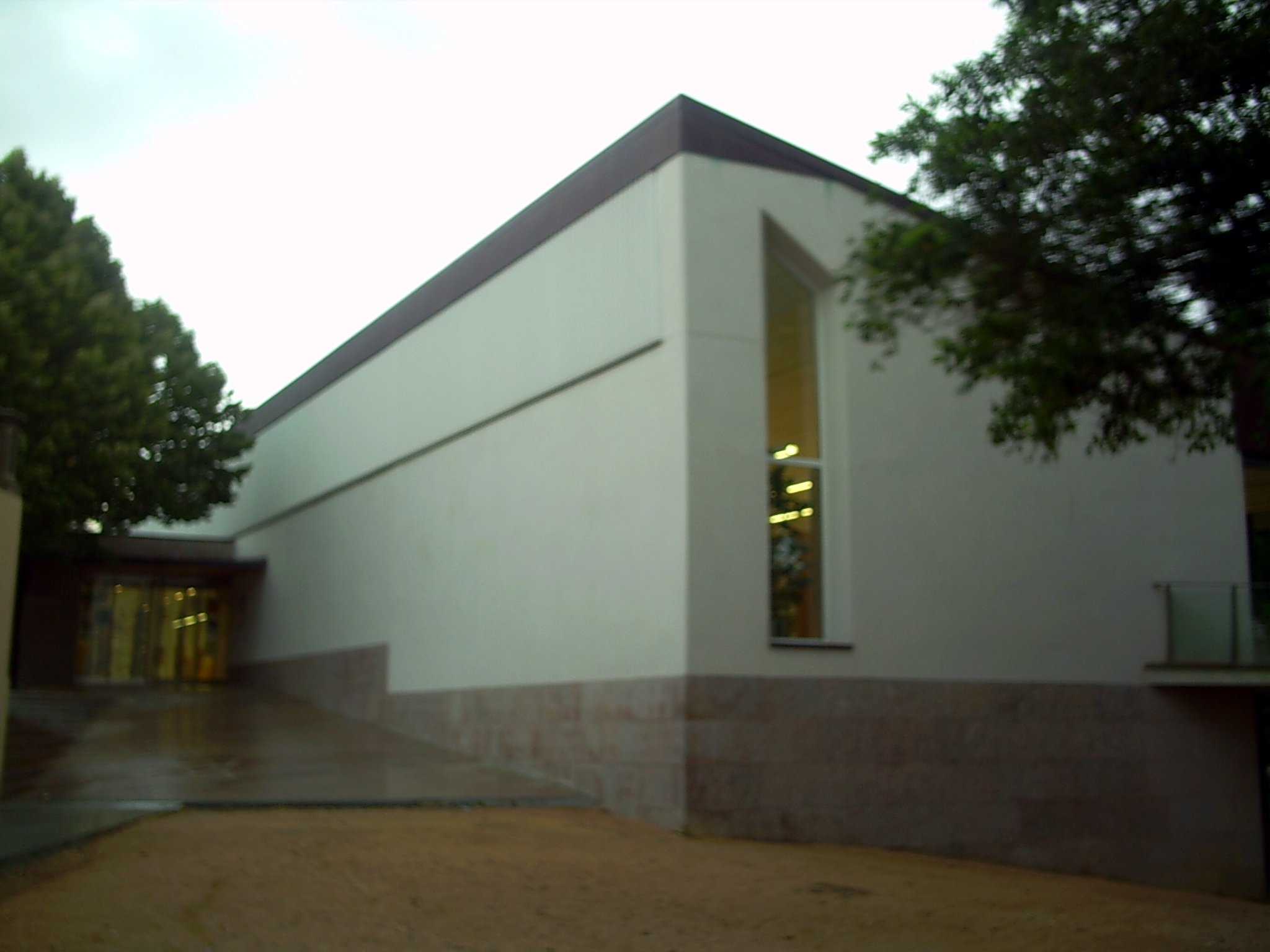
Biblioteca a Premià de Dalt anomenada en honor seu.

## Fons Perich de l'Arxiu Històric de la Ciutat de Barcelona
La família de Jaume Perich va cedir a l'Arxiu Històric de la Ciutat de Barcelona (AHCB), l'any 1998, un fons documental de 7.774 dibuixos originals, i l'Ajuntament de Barcelona va batejar Sala Perich a la Sala de consulta de gràfics de l'Arxiu.
El fons custodiat per l'AHCB conté acudits originals publicats en el seu moment a El Periódico (3.827), El Jueves (1.541), Interviu (883), La Vanguardia (112), Can-Can (14), Cuadernos para el Diálogo (50), DDT (11), Diario de Barcelona (31), Histeria (2), Jano (387), Mundo Diario (6), Opinión (3), Patio Trasero (4), Por Favor (56), Puta Mili (1), TBO (27), Tele/eXpres (89) o Titanic (35). També inclou acudits censurats i no publicats, inacabats i no identificats, realitzats per als programes de TV3 Filiprim i 3 i l'astròleg, sense oblidar els creats desinteressadament per a causes nobles i actes reivindicatius, així com per a celebracions particulars d'amics i coneguts.
L'any 2020 s'edità el llibre Un abric verd penicil·lina, unes memòries inèdites escrites per Perich a principis dels anys 90, material que es troba dipositat a l'Arxiu.